# Ke Pauk
Ke Pauk (auch bekannt als Kae Pok, Khmer កែ ពក, geboren als Ke Vin, កែ វិន; * 1934 in Chhouk Ksach, Distrikt Baray, Provinz Kampong Thom; † 15. Februar 2002 in Anlong Veng, Provinz Oddar Meanchey) war ein kambodschanischer Militärführer der Roten Khmer. Er stieg vom stellvertretenden Sekretär und Kommandeur der Nördlichen Zone zu deren Sekretär (Regierungschef), dann, nach der Bildung der Zentralen Zone 1977, zu deren Sekretär und zum stellvertretenden Generalstabschef und schließlich bis zum Ständigen Mitglied des Zentralkomitees der Kommunistischen Partei Kampucheas auf. Pauk galt als besonders brutaler Führer der Roten Khmer. Seine Verbindungen zur Regierung und sein Tod bewahrten ihn davor, Rechenschaft über seine Taten ablegen zu müssen.

## Frühes Leben
Vin wurde im Norden Kambodschas geboren. Seine Eltern hatten 13 Kinder aus früheren Ehen, Vin war das einzige gemeinsame. Sein Vater, Ke Keo, ein Bauer der unteren Mittelklasse mit drei bis vier Hektaren Reisanbauland, starb 1940. Die einzige Schulbildung genoss Vin während eines Jahres in einem Wat.
Im Jahr 1949, nach einer Razzia in seinem Dorf durch französische Truppen, trat Vin der Unabhängigkeitsbewegung der Khmer Issarak bei. Nach der Genfer Konferenz von 1954 und der Unabhängigkeit Kambodschas von Frankreich trat er 1954 aus seinem Dschungelversteck heraus und wurde bald darauf festgenommen. Er wurde zu sechs Jahren Gefängnis verurteilt und in Gefängnisse in Phnom Penh und Kampong Thom verbracht. Nach drei Jahren wurde er 1957 bereits entlassen.
Danach kehrte er nach Chhouk Ksach zurück und verheiratete sich mit Sou Soeun. Sie hatten sechs Kinder. Seine Autobiographie besagt, dass er zu dieser Zeit vom Sekretär der Revolutionären Volkspartei der Khmer, Vorläuferin der Kommunistischen Partei Kampucheas, Siv Heng kontaktiert wurde, der ihn darum bat, der jungen aufkeimenden kommunistischen Bewegung beizutreten. Vin trat der Partei in Svay Teab im Distrikt Chamkar Leu in der Provinz Kampong Cham bei.
Ke Vin blieb praktisch Analphabet. Ein Nachbar erinnert sich daran, dass Vin, um sein Einkommen aus einem Hektar Reisanbauland zu ergänzen, in seinem Heimatdorf Alkohol verkaufte, Hühner kaufte und politisch aktiv war.

## Guerillakrieg der Roten Khmer
1964, nachdem er Opfer von Polizeigewalt geworden war, begab sich Vin wieder in den Dschungel, um den Guerillakrieg zu führen. Ein Zeuge berichtete von diesen Anfängen des lokalen Aufstandes der Roten Khmer. 54 Männer und Frauen, die nur gerade zwei Gewehre hatten, versammelten sich heimlich im Dschungel in der Höhle von Bos Pauk. Vin nahm in Erinnerung an die Höhle das Pseudonym „Pauk“ an. In einer Nacht im April 1968 schlugen und töteten die Rebellen sieben Menschen in drei Dörfern. Pauk hatte damit eine Laufbahn begonnen, die ihn in die Spitze der Hierarchie eines der blutrünstigsten Regime des 20. Jahrhunderts führen sollte.
Als sich 1970 der Vietnamkrieg mit der Bombardierung durch die USA von nordvietnamesischen Stellungen nach Kambodscha ausbreitete, führte Koy Thuon, ein früherer Journalist und Lehrer, die Roten Khmer in der Nördlichen Zone an. Pauk wurde sein Stellvertreter und der militärische Kommandeur der Zone. Er griff die von den USA unterstützten Truppen Lon Nols an, aber auch die vietnamesischen Kommunisten und kambodschanische Zivilisten. Ein Zeuge, Pon, berichtete, dass die Truppen der Roten Khmer 1971 nach Baray kamen, Granaten in die Häuser warfen, wo sie Vietnamesen vermuteten, und in einigen Fällen ganze Familien ermordeten. Die Truppen Lon Nols fanden 62 Gräber und Massengräber mit 180 Leichen. Die Bombardierungen der amerikanischen B-52, die mehr als 150.000 kambodschanische Zivilisten töteten, erreichten 1973 ihren Höhepunkt. Pauk nutzte sie, um seine Macht zu festigen. Er wurde der Rivale von Thuon.
In der Gegend von Kampong Thom wurde die Organisation äußerst rigide von Pauks Kommandeuren geführt. Ihre Disziplinanforderungen waren sehr hart; es gab viele Hinrichtungen. Einer von Pauks Soldaten beschrieb die von diesem festgelegten Regeln: Die Buddhastatuen und die Pagoden waren zerstört worden. Es gab separate Lager für Frauen und junge Männer, andere für Kinder. Die Mahlzeiten, nur Reissuppe, ohne Fleisch, wurden gemeinsam eingenommen. Den Kindern war es verboten, ihren Eltern Respekt zu bezeugen, Mönchen zu beten, Ehemännern mit ihren Frauen zu leben. Diese Regeln entsprachen denjenigen, die später in Pol Pots Demokratischem Kampuchea eingeführt wurden.
Im Jahr 1973 besetzten die Roten Khmer der Nördlichen Zone Kampong Cham und deportierten die 15.000 Einwohner auf das Land. Anfang 1974 wurden Pauks Einheiten nach Phnom Penh und Oudong, die ehemalige königliche Hauptstadt, verlegt. Tausende von Bauern nutzten die Gelegenheit, um nach Kampong Thom zurück zu fliehen. „Wir mussten sehr hart arbeiten und bekamen nichts dafür“, berichtete ein Zeuge. Schwarze Kleider waren obligatorisch, es gab regelmäßig Hinrichtungen. Ethnische Minderheiten mussten „aufgelöst“ werden. Truppen der Roten Khmer Troops schossen in eine Menge von Fischern der Cham und töteten oder verwundeten mehr als 100 Personen. Ein für die Nördliche Zone bestimmter Erlass verbot es den muslimischen Cham, sich „an einem Ort zu konzentrieren“.
1974 besetzten die Truppen Pauks und der Südwestlichen Zone unter Ta Mok Oudong. Ein Bauer erinnerte sich: „40.000 Menschen wurden in alle Richtungen geschickt. Die Roten Khmer brannten alle Häuser nieder.“ Der Sieg der Roten Khmer stand mit der Einnahme von Phnom Penh am 17. April 1975 fest. Pauks Truppen beteiligten sich an der mit Waffengewalt erzwungenen Evakuierung der zwei Millionen Einwohner.

## Laufbahn im Demokratischen Kampuchea
Als Thuon 1976 nach dem Sieg der Roten Khmer nach Phnom Penh ins Handelsministerium berufen wurde, wurde Pauk sein Nachfolger als Sekretär der Nördlichen Zone. Thuon fiel 1977 in Ungnade und wurde hingerichtet. Pauk eliminierte Thuons Anhänger in der Nördlichen Zone und installierte ein Dutzend seiner eigenen Familie in Schlüsselpositionen der Zone.
Auf der anderen Seite des Mekong, in der Östlichen Zone, rebellierten ab 1975 die Cham-Muslime. Ein Führer der Zone beklagte bei Pol Pot die Unmöglichkeit, „die Strategie der Auflösung, wie von dir, Bruder Nr. 1, befohlen, auszuführen“. Pol Pot hatte den Befehl ausgegeben, 150.000 Cham der Östlichen Zone in die Nördliche und Nordwestliche Zone umzusiedeln. Aber Pauks Truppen trieben die 50.000 Cham zurück, die in die Nördliche Zone geschickt worden waren. Sie verweigerten kategorisch die Übernahme von Muslimen und akzeptierten nur „reine Khmer“. In einer Nachricht an Pol Pot rechtfertigte sich Pauk damit, dass er die Cham als islamisch und damit als Feinde denunzierte. Pauk wurde darauf zum stellvertretenden Stabschef unter dem Kommando von Ta Mok ernannt.
1977 verlegte Pauk seine Truppen im Hinblick auf eine Invasion in Südvietnam in die Östliche Zone. Pol Pot trat vor die Truppe und hielt seine berüchtigte Rede, „jeder Kambodschaner muss 30 Vietnamesen töten“. Interne Rivalitäten verhinderten jedoch die Umsetzung der Invasionspläne. Mitte 1977 wurde ein Teil der Nördlichen Zone als Zentrale Zone abgetrennt, und Pauk wurde Sekretär der Zone, sein Schwager Oeun Stellvertreter. Sein Nachfolger in der verkleinerten Nördlichen Zone wurde Kang Chap (alias Sae). Pauk wurde gleichzeitig zum stellvertretenden Generalstabschef unter Ta Mok befördert.
Im Mai 1978 massakrierten Pauks Truppen zusammen mit den Streitkräften der Südwestlichen Zone die der Kollaboration mit den Vietnamesen verdächtigten Kader und Bewohner der Östlichen Zone. In dem größten Massenverbrechen in der Geschichte Kambodschas ermordeten sie fast 100.000 Menschen. Zu dieser Zeit wurde Pauk auch kandidierendes Mitglied des Zentralkomitees der Partei und im November 1978 ständiges Mitglied.
Die vietnamesische Invasion im Dezember 1978 setzte dem Terrorregime der Roten Khmer ein Ende. Ihre verbliebenen Truppen flüchteten in die Wälder nahe der thailändischen Grenze. Ke Pauk wurde für die Niederlage verantwortlich gemacht und aller seiner Ämter enthoben. 1985 wurde er sogar aufgefordert, die Armee der Roten Khmer zu verlassen.

## Rolle in der Volksrepublik Kampuchea und Tod
1996 trat Ieng Sary, Bruder Nr. 3 und Schwager von Pol Pot, nach einer von Premierminister Hun Sen beim König angeregten  Begnadigung in die von Vietnam installierte Regierung der Volksrepublik Kampuchea ein. Pol Pot befürchtete weitere Überläufer, darunter Son Sen, seinen Sicherheitschef. Er ließ ihn und seine gesamte Familie ermorden. Aus Angst vor dem gleichen Schicksal ließ Ta Mok Pol Pot festnehmen und klagte ihn vor einem Gericht der Roten Khmer an.
Im März 1998 schloss sich Ke Pauk den Regierungstruppen der Volksrepublik Kampuchea an und wurde Berater des Verteidigungsministers, bevor er im Januar 1999 in den Rang eines Brigadegenerals der Royal Khmer Armed Forces aufstieg. Als die letzten Faktionen der Roten Khmer zerfielen, starb Pol Pot am 15. April 1998 im Alter von 69 Jahren, offiziell an  Herzinfarkt, vermutet wird Suizid. Ein Jahr später versetzten die Regierungstruppen mit der Festnahme von Ta Mok den Roten Khmer den Todesstoß.
Am 15. Februar 2002 starb Ke Pauk in seinem Haus in Anlong Veng, offensichtlich eines natürlichen Todes.